# 데빈 라트레이
데빈 래트레이(Devin D. Ratray, 1977년 1월 11일 ~ )는 미국의 배우, 각본가, 영화 제작자이다.
뉴욕시에서 태어났다.

## 출연 작품

### 영화
- 미시시피의 추억 (1988, The River Pirates)
- 침대 귀신 (1989, Little Monsters)
- 3인의 약혼녀 (1989)
- 우린 사춘기 (1990, Zits)
- 나 홀로 집에 (1990) - 버즈 매콜리스터 역
  - 나 홀로 집에 2 - 뉴욕을 헤매다 (1992)
- 사랑의 하모니 (1991)
- 개구쟁이 데니스 (1993)
- 내 남자친구는 왕자님 (2004) - 스코티 역
- 나는 칸느영화제 가려고 포르노를 찍는다 (2006, Slippery Slope)
- 참을 수 없는 사랑 (2007) - 제이제이 역
- Serial (2007)
- 콘돌리자 구애소동 (2008, Courting Condi) - 본인 역
- Breaking Point (2009)
- The Flying Scissors (2009)
- 써로게이트 (2009)
- 엘리베이터 (2011)
- 블루 루인 (2013)
- Construction (2013) - 레이 역
- 네브래스카 (2013)
- R.I.P.D.: 알.아이.피.디. (2013) - 푸라스키 역
- 존 레논 리포트 (2015, The Lennon Report)
- 3rd Street Blackout (2015)
- 마스터마인드 (2016)
- 키미 (2022)

### 텔레비전
- 로앤오더: 범죄 전담반 (1995, 2006)
- 베터 콜 사울 (2022)